# Carene
Carene (en griego, Καρήνη) fue una antigua ciudad de Eólida. 
Es citada por Heródoto como una de las ciudades situadas en la región de Misia por las que pasó el ejército de Jerjes I en su expedición del año 480 a. C. contra Grecia, después de haber pasado por Atarneo. Desde Carene, el ejército prosiguió su marcha por la llanura de Tebas Hipoplacia hacia Adramitio y Antandro.